# Lurulu
Lurulu è un romanzo di  fantascienza dello scrittore statunitense Jack Vance pubblicato per la prima volta nel 2004.
Prosegue il racconto del viaggio picaresco del giovane Myron Tany attraverso la Dominazione Gaenica iniziato con il romanzo Fuga nei mondi perduti.

## Storia editoriale
Parecchi anni dopo aver terminato Fuga nei mondi perduti l'autore, utilizzando l'abbondante materiale avanzato, ha scritto la fine della storia che fu pubblicata nel 2004.
La traduzione italiana di Ferruccio Alessandri è stata pubblicata dalla Mondadori nel 2007, nel volume n. 45 della collana Millemondi come parte dell'antologia Myron Tany e I vandali dello spazio, che comprende anche il precedente Fuga nei mondi perduti e un terzo romanzo: I vandali dello spazio (Vandals of the Void, 1953).

## Trama
Myron continua a visitare gli strani mondi della Dominazione Gaenica come membro dell'equipaggio del cargo spaziale descritto in Fuga nei mondi perduti; ritroverà anche la sua prozia Hester, ormai in fin di vita.